# Elymus retusus
Elymus retusus là một loài thực vật có hoa trong họ Hòa thảo. Loài này được Á.Löve mô tả khoa học đầu tiên năm 1984.